# Karlshof (Schönefeld)

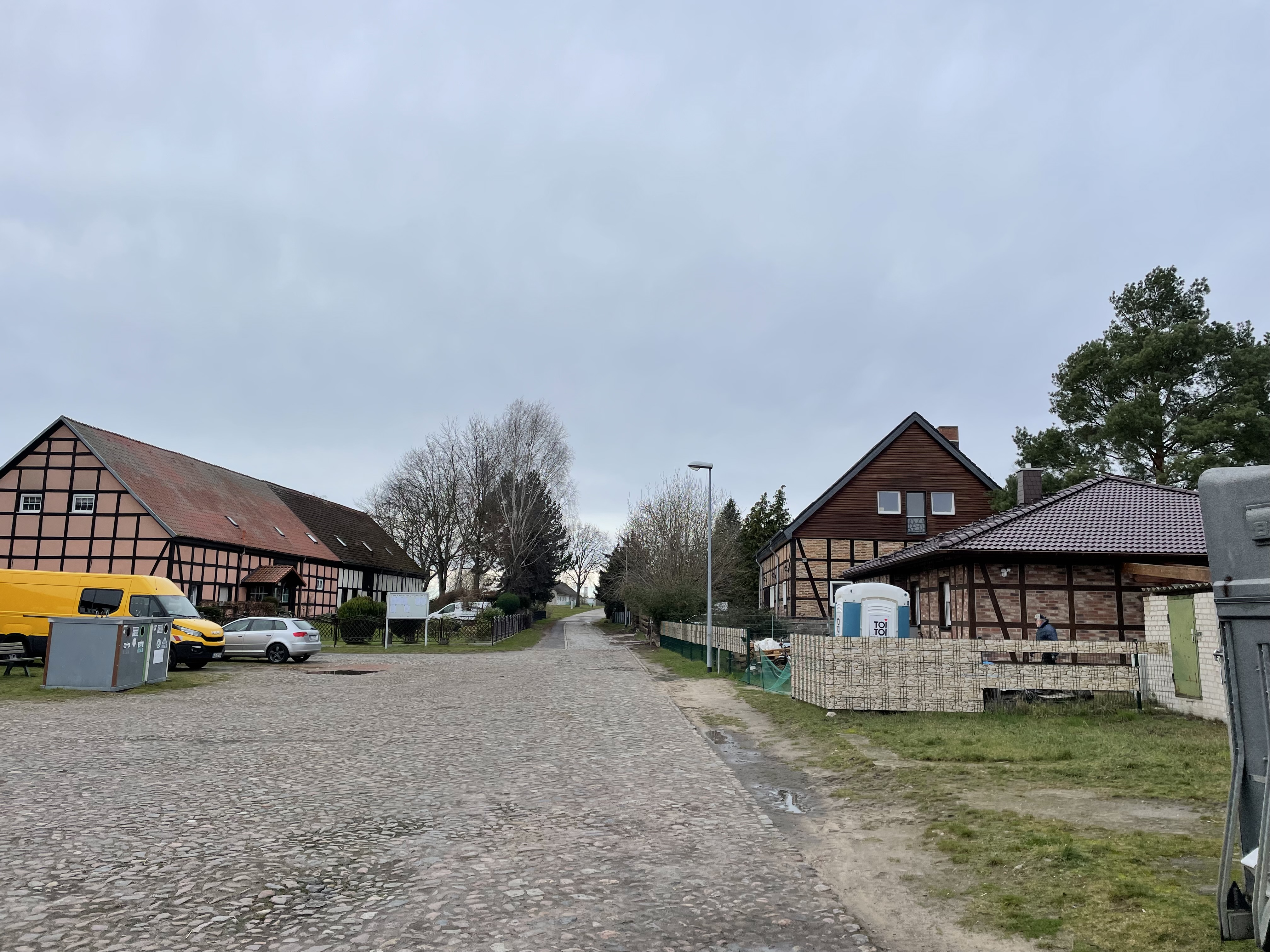
Ortsansicht

Karlshof ist ein Gemeindeteil im Ortsteil Kiekebusch der Gemeinde Schönefeld im Landkreis Dahme-Spreewald (Brandenburg). Karlshof wurde 1843/44 aufgebaut.

## Lage
Karlshof liegt ca. einen Kilometer südwestlich von Kiekebusch und knapp 2 km östlich vom alten Ortskern von Rotberg auf 40 m ü. NHN. Die Siedlung ist sowohl über Rotberg wie auch über Kiekebusch über kleine Verbindungswege zu erreichen. Südlich des Siedlungskerns liegt ein lang gestreckter Teich, der Ausgangsort für den Karlshofer Vorfluter ist und etwas westlich von Kiekebusch in den Rotberger Flutgraben mündet. Im Messtischblatt 1:25.000 3647 Zeuthen von 1869 ist dieser Teich als Röthe-Pfuhl bezeichnet.

## Geschichte

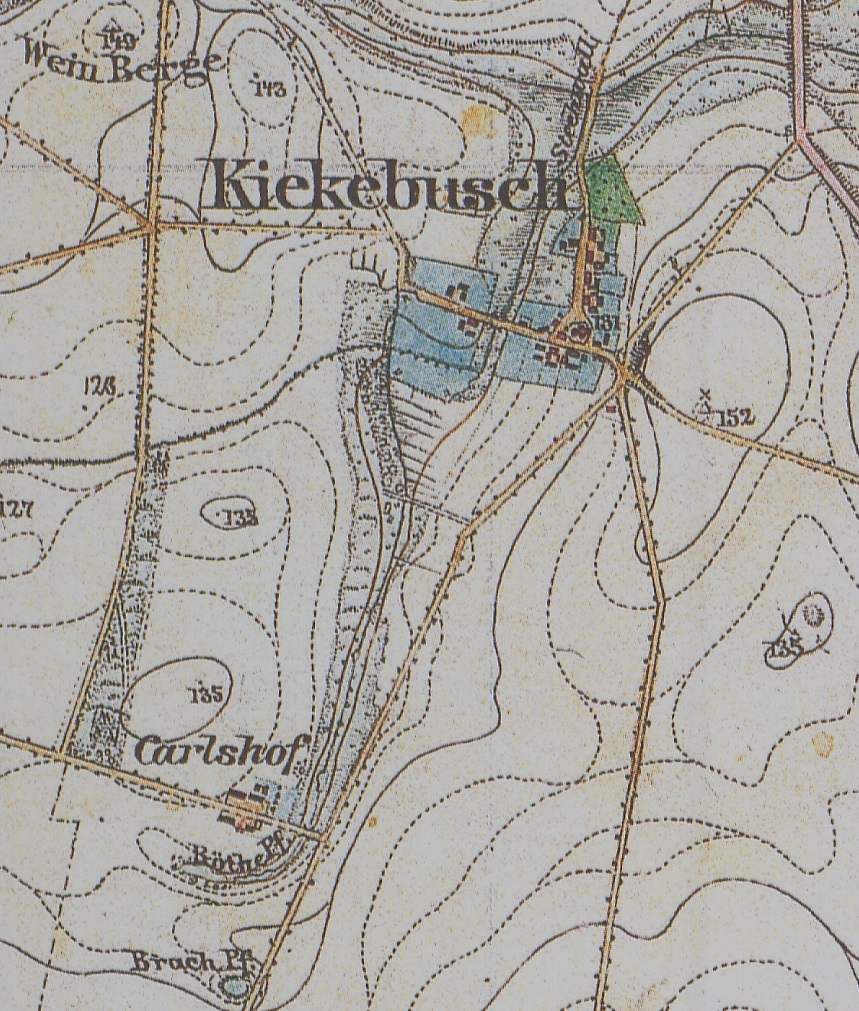
Kiekebusch und Karlshof, Ausschnitt aus dem Messtischblatt 1:25.000 Nr. 3647 Zeuthen von 1869

Am 30. August 1842 brannte das Rittergut bzw. das Gutshaus und ein Teil des Ortes Kiekebusch nieder. Das Gutshaus im Ort wurde nicht mehr aufgebaut, stattdessen wurde 1843/1844 südwestlich des Ortskerns auf der Gemarkung Kiekebusch ein neues Hofgut und Pächterhaus errichtet, das 1844 offiziell benannt wurde. Auf S. 294 des Amtsblattes heißt es Carlshof, im Index dagegen ist das Vorwerk Karlshof geschrieben. In der weiteren Folge setzte sich die Schreibweise Karlshof durch. Der Hof wurde mutmaßlich nach Karl Friedrich Ackermann benannt, der zu dieser Zeit Oberamtmann des Amtes Rotzis war. Ab 1847/48 wurde das Amt Rotzis an Gustav Friedrich Julius Trieglaff vergeben, der einen Pachtvertrag bis 1874 erhielt und somit auch Pächter von Karlshof war. Um 1860 gab Gustav Friedrich Julius Trieglaff seinen Pachtvertrag auf, und die beiden Vorwerke Rotzis und Karlshof wurden getrennt verpachtet.
1858 bestand Karlshof aus zwei Wohnhäusern und neun Wirtschaftsgebäuden und hatte 27 Einwohner. 1861 zählte Karlshof zwei Wohnhäuser und 23 Einwohner. Pächter von Karlshof im Jahr 1861 war der Oberamtmann Köhler. 1874 wurden die Ämter aufgelöst und deren Aufgaben z. T. den Amtsvorsteher der neu gebildeten Amtsbezirke übertragen. Karlshof war damals (noch) an den Oberamtmann Köhler verpachtet, der Amtsvorstehern des Amtsbezirks 32 Groß Kienitz war. 1871 hatte Karlshof 24 Einwohner, die in zwei Wohnhäusern lebten.
1885 war Karlshof an den Königlichen Amtmann August Schmidt verpachtet. Das Gut hatte damals eine Größe von 345 ha, davon 308 ha Acker, 17 ha Wiesen, 14 ha Hutung und 6 ha Wald. Der Grundsteuerreintrag war auf 4455 Mark angesetzt. August Schmidt erhielt 1892 einen neuen, bis 1910 laufenden Pachtvertrag. 1892 war August Schmidt zudem zum Oberamtmann aufgestiegen. 1907 beziffert Niekammer’s Güter-Adressbuch der Provinz Brandenburg die Größe des Gutes mit 354 ha, davon waren 289 ha Acker, 13,6 ha Wiesen, und 51,4 ha Unland, Hofgelände und Wege. Der Tierbestand ist mit 19 Pferden, 51 Stück Rindvieh (davon 37 Kühe), 295 Schafen und 31 Schweinen angegeben. 1907 wurde die Kreis-Chaussee zwischen Brusendorf und Kiekebusch ausgebaut. Von 1910 bis 1924 hieß der Pächter Justus Pehlemann.
1924 erhielt Rudolf Zacher auf Rotzis einen neuen Pachtvertrag über die Domäne Karlshof. Er war auch Pächter des Vorwerkes in Rotzis. Er ist auch 1929 als Pächter vermerkt. Damals lauteten die Zahlen für Karlshof, Gesamtgröße: 354 ha, davon 289 ha Acker, 14 ha Wiesen, 10 ha Hutung und 51,4 ha Unland. Der Tierbestand ist nun mit 42 Pferden, 90 Stück Rindvieh (davon 30 Milchkühe) und 275 Schweinen angegeben.
Bereits 1953 bildete sich eine erste LPG Typ I, die 1960 bereits 24 Mitglieder hatte und 357 ha Land bewirtschaftete. 1968 wurde sie in eine LPG Typ III umgebildet. Sie wurde 1970 mit der LPG Typ III in Rotberg zusammengeschlossen. 1973 war Karlshof ein Betriebsteil der LPG Rotberg. 1978 wurden die LPGs von Rotberg, Diepensee und Kiekebusch zusammengeschlossen. Betriebssitz war in Rotberg.

## Pächter
- 1844 bis 1847/48 Karl Friedrich Ackermann, Oberamtmann
- 1847/48 Gustav Friedrich Julius Trieglaff
- 1861, 1868, 1875 Ludwig Köhler Oberamtmann
- 1885 bis 1910 August Schmidt, Amtmann[9][10]
- 1910 bis 1924 Justus Pehlemann[10]
- 1924 bis (1929) Rudolf Zacher[13]

## Kommunale Geschichte
Karlshof gehörte um 1860 noch zum Gemeindebezirk Kiekebusch, auch 1871 war Karlshof noch Bestandteil des Gemeindebezirks Kiekebusch. 1874 bildete Karlshof jedoch einen eigenen Gutsbezirk. Dieser wurde 1928 mit dem Gemeindebezirk Kiekebusch zur Landgemeinde Kiekebusch vereinigt. 1932 und 1957 wurde Karlshof als Wohnplatz von Kiekebusch geführt, 1964 und 1970 hatte Karlshof den Status eines Ortsteils.
1992 schloss sich Kiekebusch mit sieben anderen Gemeinden zum Amt Schönefeld zusammen. Zum 26. Oktober 2003 wurde Kiekebusch nach Schönefeld eingemeindet und das Amt Schönefeld aufgelöst. Seither ist Kiekebusch ein Ortsteil von Schönefeld. Karlshof hat den kommunalrechtlichen Status eines Gemeindeteils (des Ortsteils Kiekebusch) ohne eigene kommunalpolitische Vertretung. Der Ortsbeirat von Kiekebusch besteht aus drei Personen, die aus ihrer Mitte den Ortsvorsteher wählen.
| Jahr      | 1858 | 1871 | 1895 | 1925 |
| Einwohner | 27   | 24   | 86   | 113  |